# Kościół św. Jerzego w Białogardzie
Kościół pw. Świętego Jerzego w Białogardzie – rzymskokatolicki kościół pomocniczy należący do dekanatu Białogard, diecezji koszalińsko-kołobrzeskiej, metropolii szczecińsko-kamieńskiej, zlokalizowany w Białogardzie, w województwie zachodniopomorskim.

## Historia i architektura
Jest to budowla gotycka wzniesiona około XIV wieku zapewne na miejscu świątyni pogańskiej. Została zbudowana na planie prostokąta. Do budowy użyto cegły o układzie wendyjskim z fragmentami gotyckimi. Budowlę kilkakrotnie niszczyły pożary. W 1858 roku kościół został przebudowany. Do 1945 roku była to świątynia protestancka, pełniąca funkcję kaplicy cmentarnej.
Kościół był restaurowany w latach 1925-1928. Poświęcony jako świątynia katolicka w dniu 14 maja 1947 roku. W świątyni w drugą niedzielę miesiąca odbywają się również ewangelicko-augsburskie nabożeństwa w języku niemieckim.